# Moda
|  | Per a altres significats, vegeu «Moda (desambiguació)». |

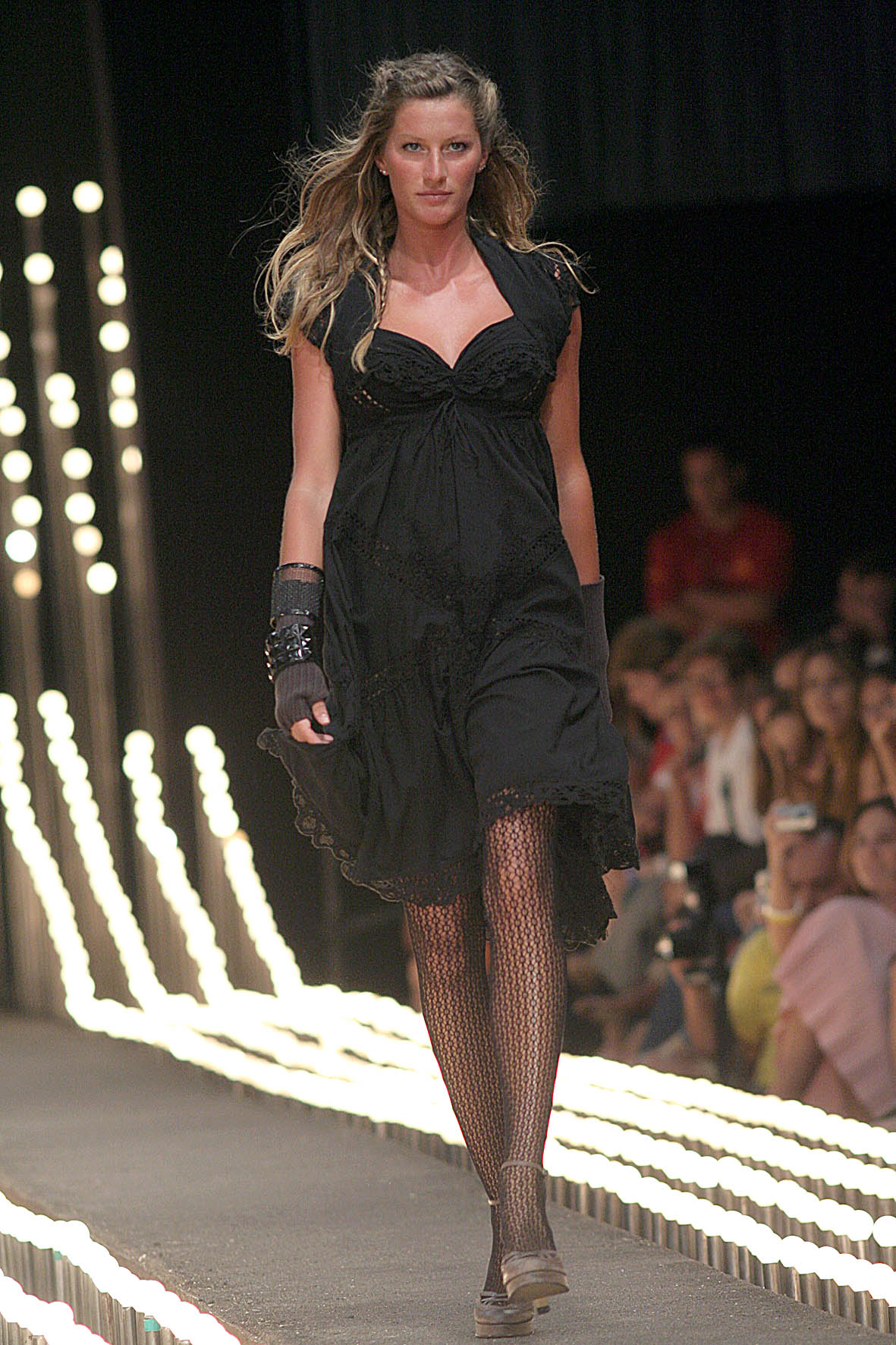
La top model Gisele Bündchen.

La moda es pot definir com l'ús passatger que regula la manera de vestir-se, de construir, de viure, etc., segons el gust del moment o com a l'ús social que condiciona la indumentària segons unes normes preestablertes que varien d'acord amb l'època i la civilització. Indica, en el seu significat més ampli, una elecció o, més ben dit, un mecanisme regulador d'eleccions, realitzades en funció d'uns criteris de gust, diferent a cada cultura.
La moda, o les modes, i més concretament la moda en els vestits, designa la manera de vestir-se, conforme al gust d'una època en una zona determinada. És un fenomen que implica el col·lectiu a través de la societat, la visió que aquesta reenvia, els codis que imposa i el gust individual. El concepte de moda depassa la necessitat de vestir. El fenomen de la moda va ser durant molt temps el privilegi de l'aristocràcia, de la cort i dels rics que en volien imitar les formes; posteriorment es va popularitzar i es va convertir en un fenomen de masses.
La moda va més enllà del vestuari. Concerneix, per tant, no només la indumentària sinó també els complements, el maquillatge, el perfum i fins i tot les modificacions del cos.
La moda està vinculada a diversos factors, entre ells la producció en sèrie, l'aparició de poblacions més nombroses a les ciutats i de la capacitat de difusió de la premsa. La moda es desenvolupa en associació amb un conjunt de fenòmens creatius, mediàtics, industrials i comercials, per la qual cosa és un element d'una certa complexitat característic de la nostra societat. Pot ser vist com un reflex social i cultural. De fet, amb el desenvolupament de les comunicacions i el transport, gairebé totes les creacions en l'àmbit de peces de vestir estan disponibles per la majoria de la gent, sigui quin sigui el grup social.
La difusió de la moda va ser lenta fins que, d'ençà el segle XVII en endavant, hi va haver les primeres publicacions periòdiques. Abans, el comerç, les cartes, els matrimonis, els viatges i fins i tot l'espionatge eren sistemes principals de difusió de la moda. La Ruta de la seda hi va tenir un gran paper però sota el secretisme de l'elaboració d'aquests tipus de teixits. Al segle XVI es van començar a popularitzar les nines de dimensions petites abillades segons la moda del moment amb tots els seus detalls, segons esmenta una carta del rei Francesc I de França dirigida a Isabel d'Este (marquesa consort de Màntua). El 1672 es va fundar a França el periòdic literari i de la moda Le Mercure Galant seguit d'altres publicacions similars a altres països europeus.
La moda pot ser observada des d'un punt de vista estrictament artístic o artesanal, però també pot ser analitzada com un instrument del desenvolupament econòmic.

## Definició i significació

### Etimologia
La paraula moda deriva del llatí modus, que significa manera, norma, regla, temps, melodia, ritme. En català, el mot moda apareix el 1696 al diccionari Gazophylacium Catalano-Latinum de Lacavalleria amb el sentit de «manera de viure».
En francès, mode apareix per escrit des de 1482 i es refereix als canvis en els detalls de la roba reservada per a l'elit. Les expressions franceses nouvelle mode «nova moda», i être de mode «estar a la moda» data del 1549. En italià, el terme moda apareix amb el seu significat actual al tractat La carrozza da nolo, ovvero del vestire alla moda, del clergue Agostino Lampugnani, publicat el 1645.
Pel que fa a l'anglès, fashion deriva del llatí factio, que en francès donarà façon i en català faisó, manera. Cap al 1489 ja apareix per escrit com la manera de vestir o de viure de les classes altes. Vogue, style, look i altres són gairebé sinònims Mode també es fa servir en anglès.

### Moda, en singular i en plural
La moda és un camp d’estudi més obert que no ens ho pot semblar al primer cop d’ull. Si restringim el seu significat a la vestimenta, no tindrem en compte altres fenòmens de societat que són plens de simbolisme. La moda va més enllà del simple abillament perquè pot estar en ús un tipus de roba, un gènere musical, un gènere cinematogràfic o fins i tot una mena d'esport.
La moda és al capdavall el producte de la industrialització. La necessitat de renovar l'estoc per a fer diners fa que sorgeixi la moda tal com es percep al final del segle xx. Segons Guillaume Erner la moda s'expandeix d'aquesta manera a tot allò que formi part de la societat. Productes de tot tipus són moda i, per tant, pràctiques socials de tota mena també es tornen moda.
L'automòbil va ser el primer producte que va passar pels fils de la moda. La regeneració constant de models a partir dels anys 1950 tot seguint el fil de pràctiques iniciades per Ford i General Motors als anys 1920, contribuí a canviar les mentalitats i posar en marxa el capitalisme de l'obsolescència programada. Fet això la moda assalta altres indústries com els productes destinats als adolescents als anys 1960.

## Estudis sobre la moda
Diverses disciplines s'han interessat històricament a estudiar la moda. És un àmbit que ha estat sovint menyspreuat i reglat a una manipulació de la indústria.
Les arts plàstiques són un dels primers sectors a interessar-s'hi. És força evident que l'abillament diu molt sobre la persona que el porta perquè pot ser efectivament una expressió artística personal i sobre la societat.
L'obertura de mides iniciada per l'escola dels Annales a França a la segona meitat del segle XX fa que la història s'hi interessi igualment. Això vindrà acompanyat dels primers estudis de sociologia. A banda, la globalització ha obligat mirar la moda des d'un punt de vista econòmic perquè al capdavall és una indústria que genera diners i repercuteix en el tarannà de tot ciutadà.
Així queden definits els camps d'estudi de la moda:
- Arts plàstiques
- Història
- Sociologia
- Economia

### Alguns treballs rellevants

#### Teories de la transmissió vertical
A la seva obra La teoria de l'esplai classista, Thorstein Veblen descriu com la moda es torna una eina utilitzada per la classe alta per a diferenciar-se de la resta de classes, fonamentalment les més baixes. Bourdieu en diu pràctiques diferenciadores que manifesten la lluita de classes tot i que en una àrea simbòlica, el resultat de tot plegat seria perpetuar la desigultat.
Gràficament la moda es difon verticalment. És a dir, segons Thorstein, tota classe tendeix a imitar la classe immediatament superior. Això permet identificar-se i diferenciar-se de l'altre a mode de tribu.
No és una actitud inherent segons Bourdieu, sinó que seria la conseqüència de la socialització prèvia. L'individu neix en un context determinat que en condiciona l'actitud. Escola, família, classe, etc, són determinants. El gust diferenciat i traduït en la moda és així doncs après a la infància. S'interioritza i després es reprodueix a l'edat adulta.
D'aquesta forma els anomenats nou rics tenen sovint mala maror perquè encara que hagin arribat a saltar de classe pels mitjans econòmics que posseeixen, no ho han pas fet simbòlicament, d'aquí que se'l mal-miri tot sovint.

#### Teories de la transmissió horitzontal
Georg Simmel considera que la moda és simplement una eina que els individus fan servir per a alliberar-se de l'angoixa de triar. Identificar-se a un grup amb facilitat ajuda a fer les tries.
La individualitat exigeix efectivament una sèrie de responsabiltitats que el grup dilueix. L'individu és obligat a defensar-se a través dels seus mateixos mitjans i la moda en seria un mecanisme de resposta social.
Com més elevada sigui la dificultat de l'individu per a diferenciar-se, més febril és la brega simbòlica entre diferenciació-imitació. Això exigeix alhora més canvis de més gran velocitat entre classes. El sistema de producció hi respon amb l'obsolescència.

#### El corrent contracultural
Georg Simmel també planteja que la intenció d'alguns individus de distanciar-se i no seguir les tendències dominants (normatives) de la moda crea de forma general una tendència paral·lela nova degut al seu caire diferenciador. D'aquesta dinàmica poden sorgir noves modes perquè la moda àmpliament acceptada perd el seu actractiu quan deixa d'exercir la seva funció diferenciadora.
Roland Barthes parla de tendències massives i tendècies exclusives. Les massives són les destinades a gairebé tothom. Generalment ens reenvien cap a una imatge de confirmisme i alineació. Això produeix rebuig de manera que crea una sèrie de tendències exclusives en tant que les acaben portant uns pocs. Reforcen el sentiment de tribu tot i que poden convertitr-se en tendència massiva per la lògica anunciada per Georg Simmel.
Aquest comportament explica de forma general canvis socials. Quan és el cas es parla de tendències funcionals i quan són més aviat el fruït d'uns gusts determinats, es parla de tendències no funcionals. Segons això, la programació d'una tendència normalment aboca al seu fracàs perquè no respon a una funció social.
Segons David Bell els canvis econòmics, tecnològics i socials influeixen en la moda que s'altera per aquests mateixos factors. És a dir, les tendències fan salat si són funcionals, si responen a un canvi social, econòmic i tecnològic, no pas a una diferència de gust (canvi no funcional).

### Escoles de moda
La moda s'ha convertit avui dia una disciplina a banda que per a dominar ha portat aquest art a proposar-se com a formació en escoles per part d'estilistes.

## Història
Fins al segle XV la història de la moda és la història de la vestimenta, atès que fins aquell moment els canvis en l'abillament eren molt lents o pràcticament inexistents, no es pot parlar de moda en el sentit actual. Les lleis sumptuàries de l'època romana són un valuós document per conèixer la manera de vestir d'aquell temps, aquestes lleis limitaven el luxe en la manera de vestir-se masculina i femenina. Ja el 215 aC la Lex Oppia cercava limitar la riquesa dels vestits de les dones Juli Cèsar i altres emperadors intervingueren contra els vestits d'homes i dones fixant-ne també el preu.
Les imposicions en la manera de vestir era just el contrari del concepte de moda pròpiament dit; per exemple, en molts llocs i també en els actuals Països Catalans s'obligava els jueus a portar un distintiu en els seus vestits i en cap cas no hi havia una llibertat en la manera de vestir-se que, a tota l'Europa occidental, estava subjecta a nombroses reglamentacions.
Aquest tipus de lleis anti-sumptuàries i d'obligacions en el vestit continuaren fins al segle XVIII. El 1789, a les portes de la Revolució francesa, els burgesos parisencs es van presentar a l'obertura dels estats generals amb vestit negre i corbata blanca, vestit que se'ls va imposar per humiliar-los davant l'aristocràcia que estava molt luxosament abillada. Tanmateix, aquest contrast en la manera de vestir va provocar l'efecte contrari, ja que l'Assemblea Nacional Constituent va abolir les diferències de classe, a França, pel que fa al vestuari.

### La moda al Renaixement

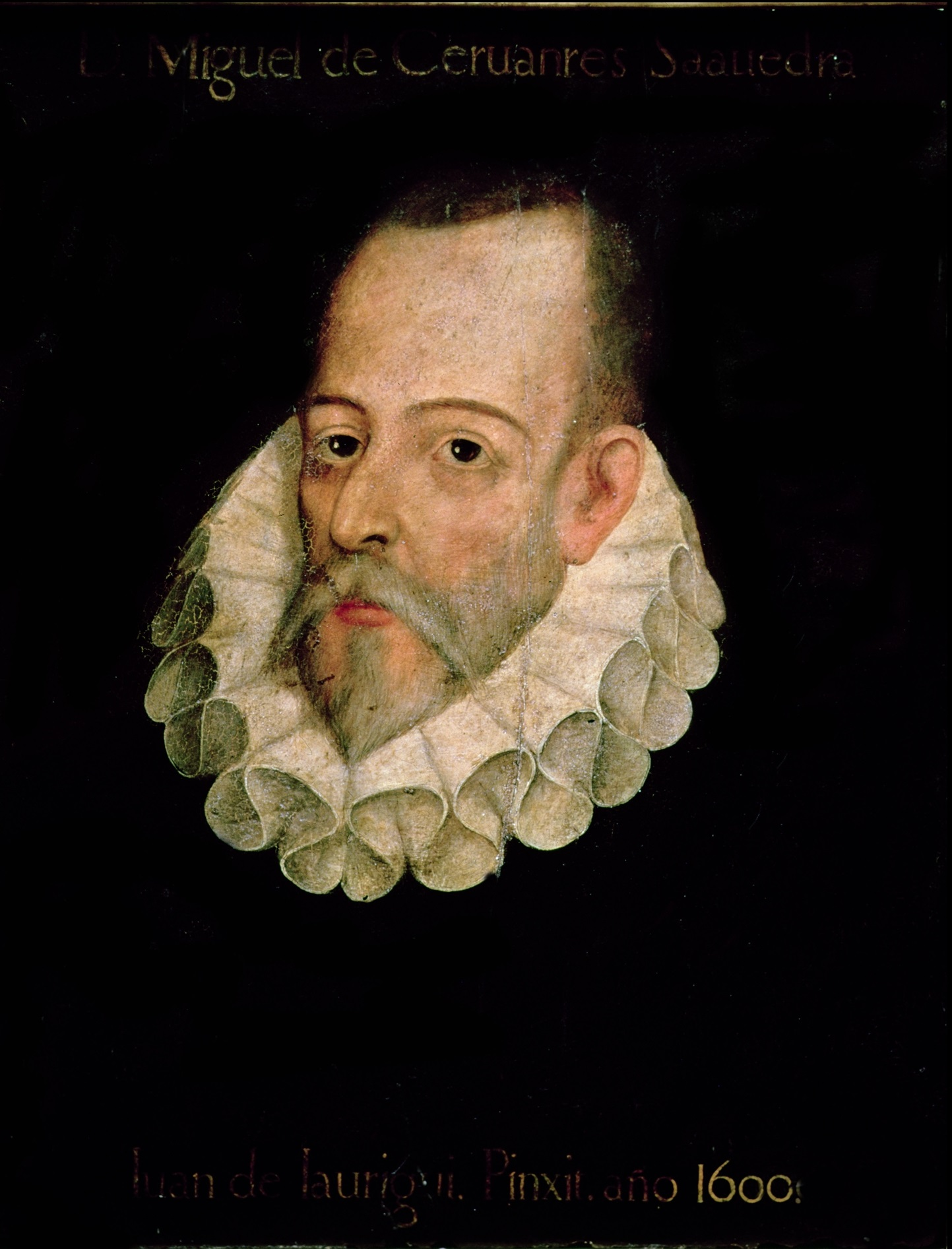
Miguel de Cervantes lluint la gorgera a la moda del seu temps

Amb el Renaixement es redescobreix la humanitat com a centre de l'Univers, per primera vegada es van estudiar les proporcions. Fins a la primera meitat del segle xvi homes i dones portaven vestits que resseguien les formes del cos sense alterar-les. A la segona meitat del segle XVI es va iniciar un procés de major rigidesa en el vestuari a causa de la influència de la moda d'Espanya i de la intervenció moral de la Contrareforma. Els vestits es van tornar a tancar, i a la fi del segle es va posar de moda la gorgera, que era un coll de tela emmidonat i les faldilles femenines eren en forma de campana rígida.

### Segle XVII
Cap a 1630 la moda masculina pren un aire gairebé militar amb gipons i botes altes de cuir, amb una espasa al costat i bigoti marcial.
El cas del rei Sol, Lluís XIV, va ser un autèntic paradigma, ja que va imposar unes modes i una etiqueta que es va copiar a tot Europa. A Versalles, hi havia unes regles precises de com s'havia de vestir la noblesa. Una novetat absoluta va ser la introducció de l'habit a la française (vestit com els francesos) que constava de tres peces: una jaqueta de cuir, una llarga peça a la cintura i uns pantalons curts fins al genoll. Una altra novetat amb el mateix èxit va ser la perruca masculina amb rínxols, que feia més gran i estilitzava la silueta de qui la duia.
Cap a la fi del segle xvii es va inventar la corbata, al principi de mussolina, ornamentada amb cercles, i que envoltava el coll. També les labors de puntes passaren de Venècia al món occidental.

### seglexviii
En aquest segle, la moda apareix com una indústria i resta totalment igualada per a tota la civilització occidental. És també al segle xviii, a conseqüència del triomf de la burgesia i de l'individualisme, que apareixen els primers noms de creadors de moda i d'estilistes.
El segle xviii era el triomf del rococó. La moda femenina de l'època es caracteritzava pels colors clars, les floretes inserides i les labors de puntes. Maliciosament es posaren de moda les falses pigues a l'escot, a la part descoberta del pit, però encara la figura estava rígidament engabiada. Les dones de la classe alta només podien seure en un divan i els era difícil passar per la porta, ja que portaven sota les faldilles una armadura anomenada balena. El vestit més utilitzat fins al 1770 s'anomenava andrienne, també anomenat roba a la francesa, que comportava un llarg mant pel qual es necessitaven metres de tela.
Després de 1770, els vestits van ser més arrodonits i es van escurçar fins a ensenyar el turmell. Van aparèixer gavardines cordades pel darrere i obertes pel davant, anomenades polonaise, i jaquetes curtes i estretes. Finalment el gust neoclàssic que s'obria camí va aportar la simplicitat, i les dones vestiren vestits camisers, un vestit llarg, suau i fi. Per a l'home, va continuar l'ús de l'habit a la française, però amb colors clars i decoració bordada. S'acompanyava també amb un petit coll dur. Després de 1770 començaren,sobretot en la moda masculina, a insinuar-se influències angleses, pel fet que ja havia emprès la Revolució industrial i tenia gran riquesa en les seves colònies.
A la França revolucionària una violenta reacció popular afectà, també, la moda aristocràtica: començaren a desaparèixer preuats teixits cosmètics i altres. Es va abandonar la seda per la mussolina de cotó. També per a les "joies" es va començar a fer servir el ferro. Les dones portaven una banda vermella al voltant del coll anomenada gràficament a la guillotina. Va ser també popularitzat el tall del cabell à la victime, que recordava el que s'imposava als condemnats a la guillotina.

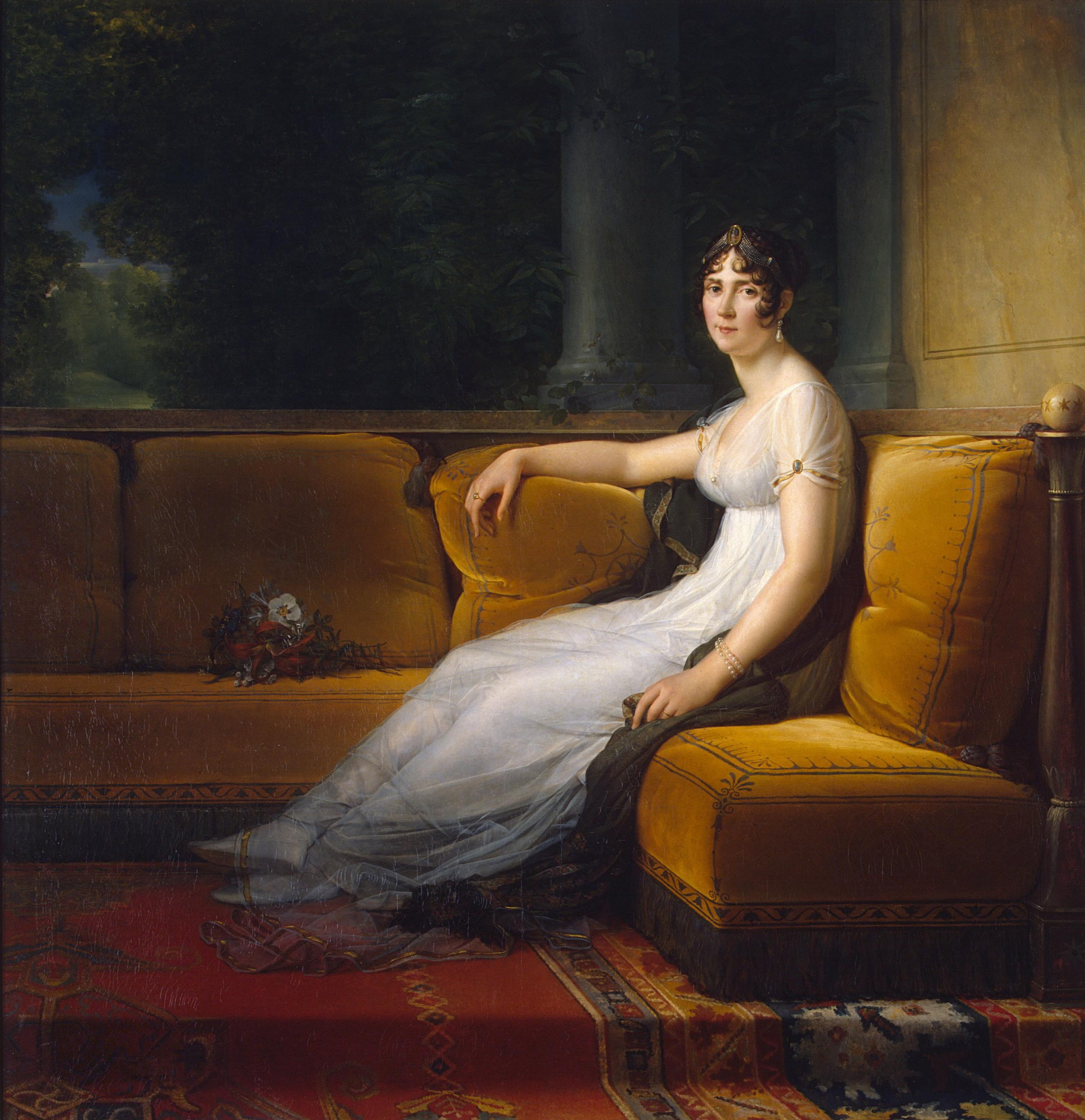
Josefina Bonaparte, esposa de Napoleó, cap al 1801

La perruca la feien servir els dos sexes. La reina de França Maria Antonieta es feia fer pel seu perruquer, Leonard, pentinats monumentals a les perruques. Fins a la Revolució Francesa només se'n veien de blanques. També els cosmètics es van difondre entre homes i dones: en general, la figura masculina es va fer més afectada i menys marcial que al segle XVII.

### El segle XIX
Al segle XIX Charles Frédéric Worth, durant el Segon Imperi, donà l'estatut actual del modista creador i, aprofitant els avanços de la revolució industrial, fou el primer que mirà d'industrialitzar les seves creacions i de fer importants indústries de tots els complements del vestir, que fins llavors no havien estat sinó petites artesanies.
Sobretot és la manera de vestir masculina la que té un canvi més profund i radical. Per substituir el que es considera frivolitat de l'anterior segle, imposen un look auster i rigorós, tall simplificat, teixit de pany robust i decoració reduïda al mínim. Tot això obre la influència anglesa que proposa una elegància més pràctica i civil, informal i esportiva. Per això, la senzillesa del vestit del gentleman entrà a tot Europa, en particular el frac, i la levita (frock coat) que permetia cavalcar de manera còmoda.

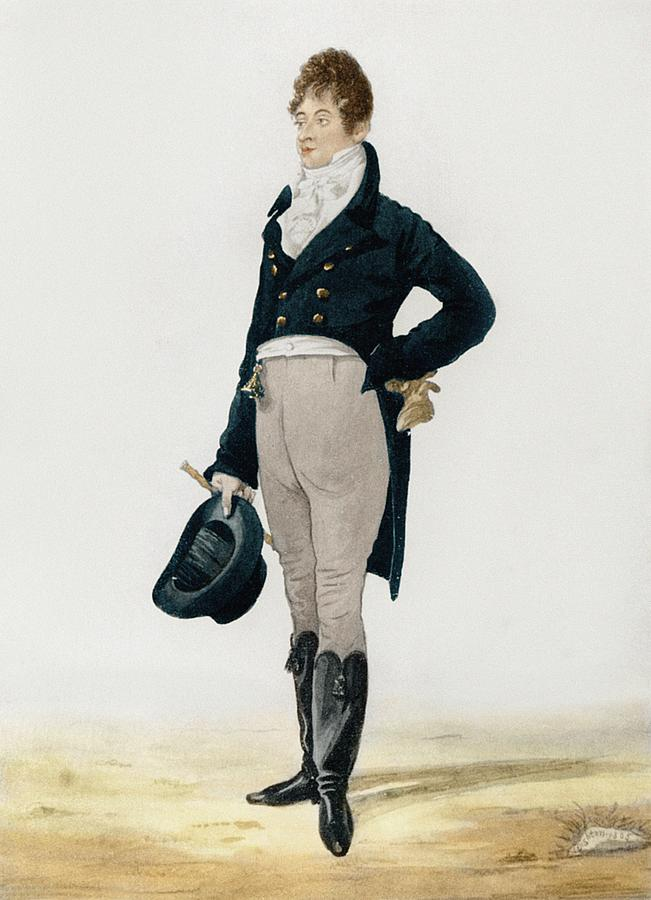
1805 Brummel el 1805 segons Richard Dighton.

El dandi més famós va ser George Brummel amb el seu lema: ”Per ésser elegant no cal fer-se notar” que va ser llei pels homes que volien seguir la moda. Per a Brummel, la corbata no havia d'ésser emmidonada i havia de tenir el nus adequat a les diferents ocasions, el tallat de cabells i els guants també eren molt importants per a ell.
En les dones burgeses a principi de segle la moda eren els vestits lleugers i quasi transparents. L'inconformisme, conseqüència de la Revolució francesa, durà menys de 20 anys. El paper de la dona durant bona part del segle Xix estava reservat a l'espai privat i la llar, evitant mostrar sensualitat en la manera de vestir. El vestit tancat al costat del coll tenia mànigues llargues i espatlles caigudes mentre les línies del cos insinuaven fragilitat, dolcesa i suavitat. El bust era una cuirassa de tela rígida, les faldilles estaven proveïdes d'armadura que fins i tot podien provocar dolor.
Aquest segle era també el segle de la prostitució i les amistançades que també acabarien influint en la moda. El nou ideal estètic i literari era la de Femme fatale. Si a principi de segle el vestit femení mostrava el turmell, poc després els vestits es van fer més llargs fins a cobrir-lo. En aquest segle els moviments literaris i socials successius van tenir molta influència en la moda: el neoclassicisme amb la imitació dels trets estilístics de les estàtues gregues i romanes, el romanticisme amb vestits coberts de petits ornaments, l'eclecticisme de la dècada de 1870 i el Modernisme (floral) típic del fin de siècle. Després de 1890 es van adaptar els vestits de les dones al ciclisme sempre, però, amb la intenció, encara, d'amagar tot el possible la pell del cos.

### El segle XX
El segle XX es va caracteritzar per la descoberta de fibres artificials i la difusió del prêt-à-porter (llest per a emportar), com a fet sociològic d'igualació. Fins aquell moment les persones només s'havien pogut comprar les peces de vestir a mida i per previ encàrrec, amb costs molt més elevats. El fet de poder comprar els vestits com a les botigues actualment va portar els modistes creadors a llançar llurs propis complements: perfums, bijuteria, guants, mitges, etc., per cobrir sempre ells tot el camp del consum de la moda.
Els sistemes de comunicació van tenir una gran renovació i es va augmentar la difusió: al cinema primer mut, després sonor i més tard en color, la televisió, les revistes en color, la major facilitat de desplaçaments, la publicitat, l'increment del nivell de vida i del comerç, l'alliberament de la dona. Tot això va ajudar la difusió de les propostes de la moda.
A principi de segle es proposa una dona prima, gairebé sense pit i amb el cabell tallat a la garçon vestida amb colors vius, amb joies cridaneres i faldilles molt més curtes de les que s'havien vist fins aleshores. Els Ballets Russes de Serguei Diàguilev, que actuava a París, també imposava la seva estètica d'influències orientals. El prêt-à-porter (llest per a emportar) encara no existia però aleshores se'n van donar les primeres passes.
El 1914 esclatà la Primera Guerra Mundial. Mentrestant a París es volgué mantenir en el seu paper d'àrbitre de l'elegància i els grans tallers de costura varen continuar la seva activitat, malgrat la manca de matèries primeres. Potser per la influència de l'escassedat de teixit, les faldilles es van escurçar fins al tou de la cama mentre s'afirmaven les línies d'inspiració militar mitigades per una faldilla de tul.
Anglaterra continuava en el seu paper de model de l'elegància masculina. L'home, però, continuava lligat a l'estil tradicional del segle XIX: jaqueta, armilla, pantalons i camisa. La vestimenta per portar a sobre a l'hivern era variada i, de vegades més cerimonioses, aleshores encara molt difoses, es portava el "frac", el "tight" i l'esmòquing. Els colors eren foscs, la camisa rigorosament blanca, amb el coll rígid i emmidonat. Per mantenir la blancor, sempre perfectament polida, el coll i els canells estaven separats de la camisa. Eduard VII, príncep de Gal·les i fill de la reina Victòria, va ser un model de dandy: inventà noves peces masculines com els pantalons amb el plec i la volta. Sembla que l'esmòquing va ser idea seva, aquest s'obté simplement tallant la cua del frac.
Després de la Primera Guerra Mundial, l'escenari europeu va canviar molt profundament, hi va haver l'ascens d'una nova classe social enriquida per la guerra que va ser la nova clientela de les firmes de la moda. Hi va sorgir la influència dels Estats Units, el jazz i el xarleston en la música i l'star system en els espectacles. Els actors de cinema passaren a ser models a imitar. Però el fenomen sociològic més important va ser l'emancipació de les dones, que es varen fer més presents en la vida en general.
El nou model femení era una dona prima, sense corbes ni pit, amb cabell d'estil masculí. Les faldilles eren més curtes. A final de la dècada de 1920 s'afermà l'estil bebè amb faldilla als genolls, sabates amb corretja i barrets a la Cloche. La moda proposava una nova manera d'entendre el vestit: pràctic, senzill, de cost reduït i elegant. Predecessora d'aquesta moda va ser Coco Chanel. Va ser ella qui llançà la seva jaqueta curta i recta característica, sense coll. Va ser la primera a proposar la bijuteria feta amb vidres acolorits. No va dissenyar pantalons per a les dones, ja que encara eren tabú en el seu temps.
Després de 1930 l'ideal femení copia les estrelles del cinema de Hollywood: els llavis de Joan Crawford, els cabells de la rossa platí Jean Harlow, els pantalons de Marlene Dietrich. La dona ideal era longilínia i femenina, portava tacons alts i es tenyia els cabells. La italiana emigrada als Estats Units Elsa Schiaparelli era una de les dissenyadores de referència inspirada en el surrealisme i el cubisme, així com els quadres de Salvador Dalí i de Pablo Picasso.

### New Look
Durant la Segona Guerra Mundial hi va haver restriccions en els proveïments de tota classe que van afectar la moda i durant aquells anys les línies proposades pels dissenyadors van passar a ser simples i poc espectaculars. Als Estats Units es van estendre els pantalons texans. Fins i tot algunes dones es pintaven les mitges a les cames, ja que mancava el niló.
Christian Dior va ser l'artífex de la moda de postguerra llançant, el 1947, l'anomenat New look. Dior havia estat anteriorment antiquari i tenia al cap una dona senyorívola, refinada i romàntica. En el vestit proposava la cintura de vespa i les faldilles llargues i amples. Els vestits de Dior eren falsament naturals i li agradava el blanc i el negre. L'aspecte ultrafemení de la roba s'accentuava amb els complements: eren obligatoris els guants, les sabates de taló i els capells.

### Anys cinquanta
Amb el final de la Segona Guerra mundial el paper preponderant dels Estats Units i la Unió Soviètica s'afermà. Els nord-americans influïren a Europa en la moda, el parlar, el ball, el cant, etc. Els joves europeus adoptaren una moda més esportiva i informal: els pantalons texans, les samarretes i els nois les jaquetes de pell i la brillantina. Per primera vegada els joves es vestien de manera diferent que els seus progenitors. Els texans havien estat inventats al segle xix com a indumentària dels treballadors gràcies a la robustesa del seu teixit, amb doble costura i rivets de metall. Els universitaris americans l'adoptaren després de l'èxit de la pel·lícula “El salvatge” amb el jove Marlon Brando. Però el fenomen Elvis Presley i ell rock'n' roll, el va consolidar definitivament. A Europa també el món de la moda passà a ser de consum massiu.

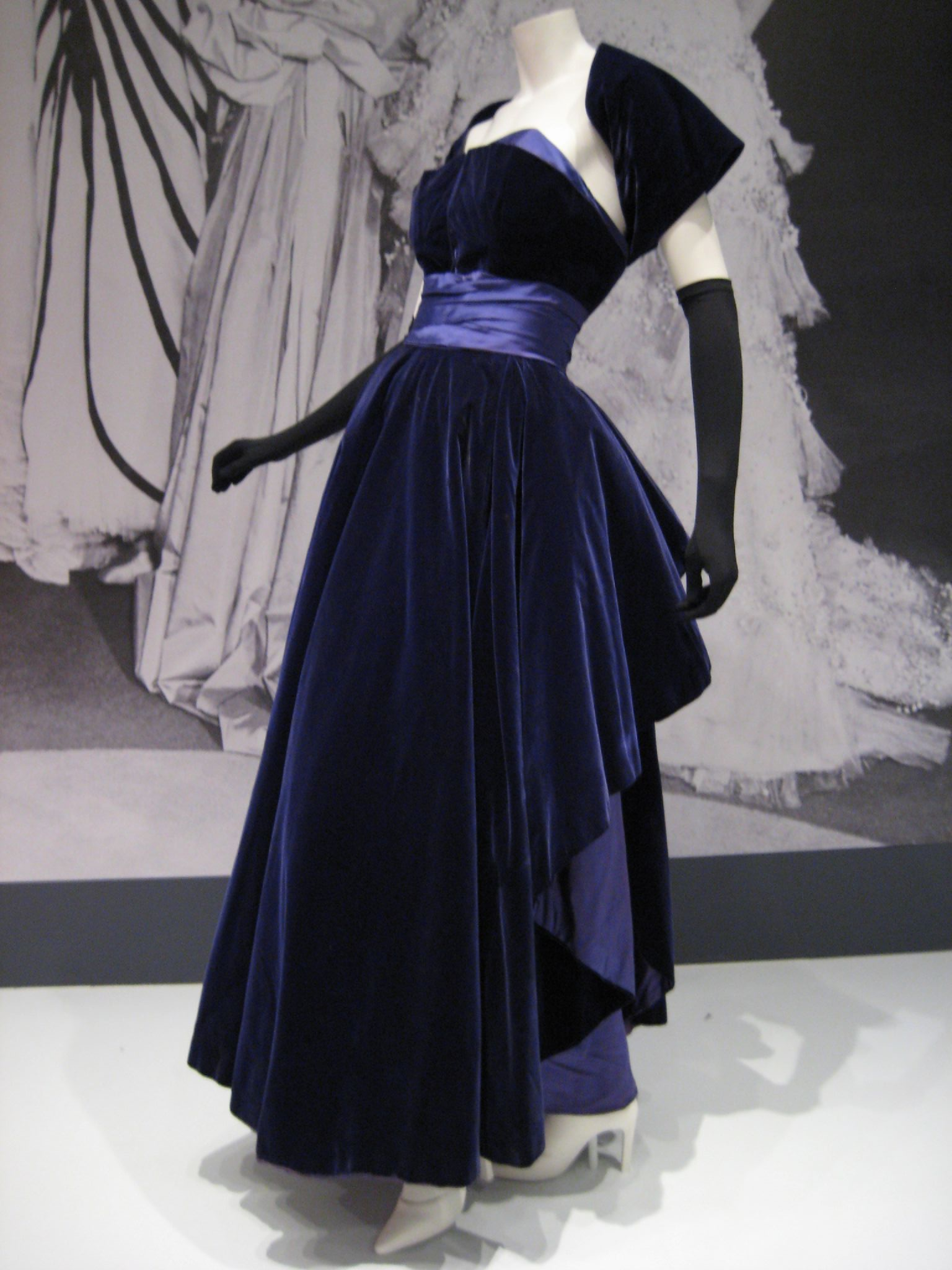
Vestit dissenyat per Christian Dior

Fins a la seva mort, el 1957, Christian Dior va anar presentant les seves col·leccions, algunes de les quals s'inspiraven en les lletres de l'alfabet, com la línia H de 1954, amb el bust allargat com en ell retrat d'Anna Bolena, dona d'Enric VIII d'Anglaterra. Successivament presentà la línia Y i la línia A. L'any de la seva mort, el 1957, revolucionà la moda amb la línia sac. Chanel reobrí la seva firma de modes i tornà a proposar la jaqueta sense coll i la faldilla simple i dreta. Chanel detestava Dior i considerava els vestits del seu competidor incòmodes i poc pràctics per a una vida activa. Llançà la sabata sense taló amb la punta de colors diversos. Yves Saint Laurent va ser el successor de la firma Dior. En la seva primera col·lecció proposà la línia trapezi, era fresca, jovenívola, i substancialment una continuació del sac de Dior.
De la moda pel temps lliure en destaca el biquini. Els pantalons marxaven cap a l'èxit, amb un passant sota el peu. La malla, des de sempre considerada una matèria pobra i popular, començà a ser part de les col·leccions.

### Anys seixanta
En la dècada de 1960 canvia radicalment la moral i l'estil de vida en el qual estem encara radicats. El 1964 esclatava la intervenció nord-americana a la guerra del Vietnam. A la Universitat de Berkeley hi ha la primera manifestació d'estudiants i poc després el Maig de 1968 on es manifestaven també contra el món elitista que precisament era els sustentadors de la moda d'alta costura. Els manifestants del maig francès duien: anoracs, bufandes, texans, jerseis deformats i sabatilles de tennis.

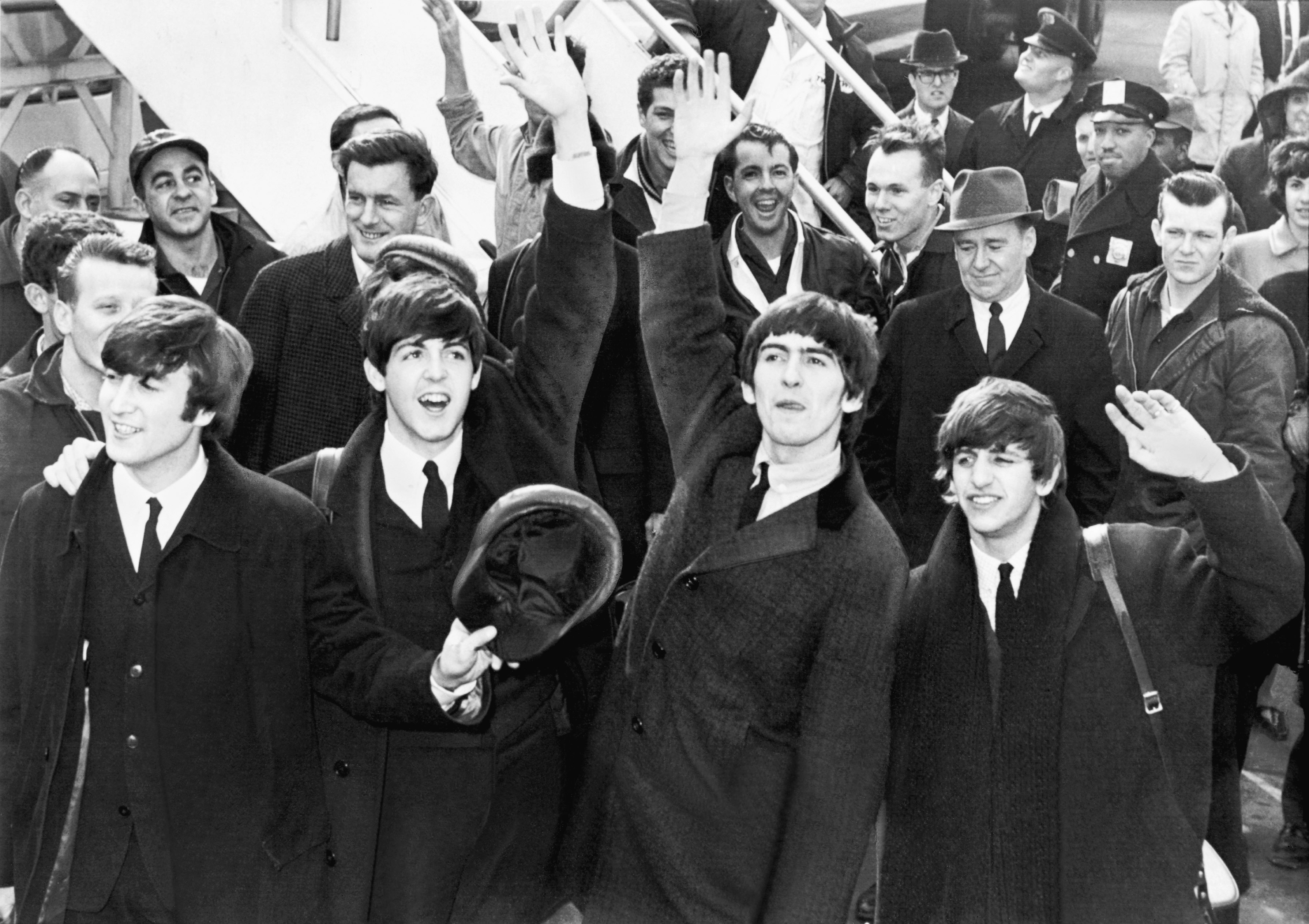
La moda Beatle, arribada a l'aeroport J.F.Kennedy el febrer de 1964

A Califòrnia un reduït grup d'intel·lectuals formaren la beat generation amb una nova filosofia de vida basada en la recerca de la llibertat però també en el consum de drogues i al·lucinògens. A Anglaterra la música Beat, que representaven els Beatles i els Rolling Stones, amb la capacitat d'agregar milions d'adolescents que copiaven la vestimenta dels seus ídols musicals. Els Beatles duien pantalons estrets i curts, jaquetes curtes i uniformes del segle xix. Els Stones, més vulgars, preferien camisa i pantalons de setí, collars i braçalets, i es maquillaven. En els dos grups era fonamental els cabells llargs que estaven mal vists en els homes des de feia un segle; els colors llampants substituïen el vestit gris de la burgesia.
Londres es va convertir en la meta dels joves europeus, Barbara Hulanicki, dita Biba, obre a la ciutat la primera boutique de moda juvenil. Els vestits eren acolorits i estremats, i a més el nou model femení ja no eren les actrius del cinema sinó les models: Twiggy, Jean Shrimpton, Veruska. També Brigitte Bardot agradava pel seu bronzejat sensual, la cua de cavall i els llargs cabells arrissats. A Anglaterra Mary Quant llançà el 1964 la minifaldilla. S'inventaren els pantis de colors. A França André Courrèges va ésser l'únic que va seguir la moda jove, adoptant les faldilles curtes, sabates sense taló i línies geomètriques, fent gran ús dels pantalons femenins. Audaç i innovador, Courrèges llançà el 1969 la Moda espacial.
Paco Rabanne llançà els vestits metàl·lics. El 1965 Yves Saint Laurent proposà la col·lecció Mondrian; eren els anys del Pop art i de l'Optical art, de Victor Vasarely. Andy Warhol presenta el 1962 un vestit estampat amb les seves famoses llaunes de sopa Campbell.
Finalment en aquest període sorgeixen els vestits Unisex, amb la famosa Sahariana ideada per Saint-Laurent, vestits transparents a l'estil Nude look,. El 1967 va aparèixer la maxifaldilla pel gran èxit del film Doctor Zivago. També va aparèixer la solució intermèdia la Midi.

### Anys setanta
Als Estats Units, com a reacció a la guerra del Vietnam, sorgeix el Flower Power, i el festival de Woodstock.
Els hippys de principis de la dècada, portaven camises grans i llargues, túniques transparents, colors espurnejants, flors gegants joies de tota classe i vestits exòtics. Els cabells es transformaren sempre en un garbuix de rínxols sense pentinar. Això, tot plegat, era com una antimoda i símbol de la llibertat.
Als anys setanta ja no es pot parlar de moda sinó, en plural, de modes. Yves Saint Laurent, per exemple, aplicà a les seves col·leccions femenines vestimentes típicament masculines com l'esmòquing, el trench, i knikerbokers. Amb consideració al folklore, creà un famosa col·lecció a l'estil rus, seguida d'una altra a l'estil xinès. Diverses vegades les seves col·leccions estaven inspirades en el món de l'art, del pop, el cubisme (col·lecció Picasso) o el fauvisme.

### Anys vuitanta
En aquesta dècada hi ha una redefinició del concepte d'estilista. No n'hi havia prou amb ésser un bon artesà i crear vestits d'òptima factura i de qualitat, sinó que també s'havia de donar una imatge atractiva del mateix producte. La competència a causa de la globalització passava a ser despietada. Amb el desenvolupament d'internet cada marca va crear la seva pròpia pàgina web, no només per cridar l'atenció sinó per vendre alguns dels seus productes directament al client.
La moda dels anys vuitanta es va caracteritzar pel culte a l'èxit i a l'eficiència. L'estètica punk es va dulcificar en la passarel·la. Es va desenvolupar la cursa per tenir bona forma física, i fins i tot per a persones que ja no eren joves es van adaptar vestits esportius. En aquest moment la moda va passar a ser realment internacional. Amb la reducció de la importància de l'alta costura francesa, cada nació desenvolupà un estil propi. A Europa foren Alemanya, Itàlia i Anglaterra mentre emergien els Estats Units i sobretot el Japó, els dissenyadors japonesos majoritàriament emigraren a París on desenvoluparen la seva creativitat amb línies de tall impecable i de materials insòlits.
A Itàlia, Milà en concret, destaquen Giorgio Armani, Missoni, Gianfranco Ferrè, Gianni Versace, Dolce & Gabbana. L'èxit d'aquest darrer es deu en gran part a haver vestit la cantant Madonna.
L'ideal de bellesa femenina era el d'una dona esportiva i prima, musculosa i ambiciosa, amb èxit privat i públic. En alguns casos, algunes de les dones més referents ratllaven el límit de l'anorèxia per culpa del cànon de bellesa, va ser també en aquest moment en el qual el nombre de persones afectades per aquesta malaltia va augmentar. Algunes de les dones més admirades als Estats Units de l'època eren Claudia Shiffer, Naomi Campbell i Elle Mcpherson. A més a més, Maddonna, va ser tota una icona per les dones i especialment per les adolescents de l'època; la cantant era el símbol de rebel·lia i de bellesa a la vegada.
El fenomen Yuppie als Estats Units, (Young Urban Professional) era una persona agressiva i ambiciosa. Els yuppies treballaven a la borsa, tenien pocs escrúpols i freqüentaven ambients i restaurants exclusius, esnifaven cocaïna i vestien a la italiana, especialment Armani i Versace.

## Actualitat

### Disseny d'una col·lecció

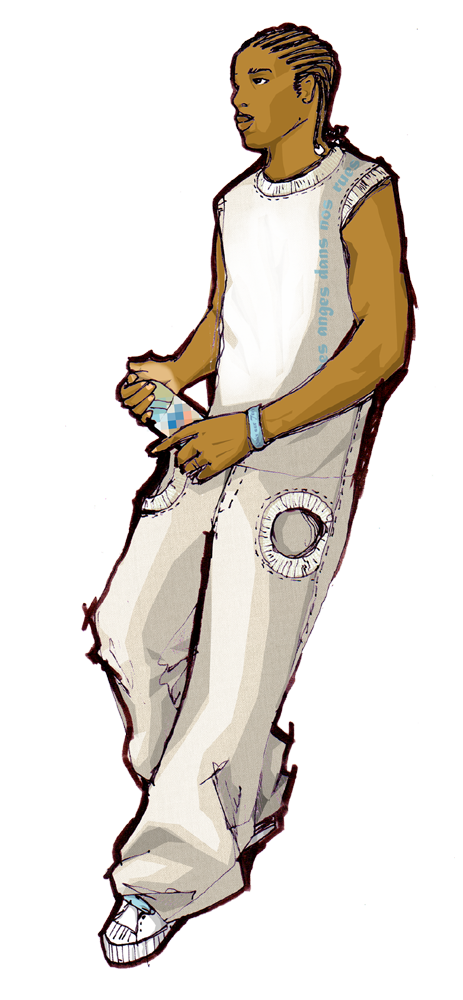
Exemple de figurí de moda

Des de mitjan segle xx, la moda s'ha construït a poc a poc i donant una imatge d'un inevitable fenomen social. Modistes, com Paul Poiret a començaments del segle, o posteriorment Madeleine Vionnet, Cristóbal Balenciaga, Christian Dior, Yves Saint Laurent, Hubert de Givenchy, Pierre Cardin i Coco Chanel i André Courrèges, Nina Ricci i, més recentment, Thierry Mugler, Giorgio Armani, Gianni Versace, Christian Lacroix, Helmut Lang i Miuccia Prada, Antoine Chaulieu i Tom Ford s'han convertit en figures públiques. S'han convertit en creadors de tendències de les grans marques de la distribució internacional. El seu rol ha aconseguit apropar-se al col·lectiu dels consumidors.
En els països temperats, la moda es renova en funció d'un sistema d'acord amb les estacions anuals, en períodes de sis mesos: Tardor/Hivern i Primavera/Estiu. Abans que la col·lecció arribi a les botigues, sempre hi ha un gran treball en equip, ja que les col·leccions s'han dissenyat entre sis o vuit mesos d'anticipació.
El primer pas és la recerca d'indicadors per preveure la direcció de la moda del futur. Amb aquesta recollida d'informació, es prepara un quadern amb les tendències, més conegut pel seu nom anglès trend book (llibre de tendències).
Per poder realitzar aquesta recollida d'idees, hi ha diversos passos inevitables, diversos esdeveniments que cal tenir presents. En primer lloc, són les desfilades de moda, com la de "Première Vision" (Primera Visió) a París, i "Pitti Uomo i Pitti Immagine" (Home Pitti i Imatge Pitti) de Florència i Milà, on hi ha un gran nombre de salons. Existeixen també les desfilades de moda. Però el més accessible són els aparadors i veure com vesteix la gent als carrers. Per això, es fotografien diversos detalls interessants sobre com vesteix la gent del carrer; fins i tot els fashion buyers van a comprar roba i accessoris en determinades botigues de referència.
A continuació, s'estableix una ressenya dels diferents elements, i es posen en marxa diferents grups d'idees que es concreten en els temes. Cadascun d'aquests temes inclou diversos materials, diferents tipus de peces amb els seus petits detalls.
Així, cada pàgina d'un llibre de tendències es prestarà amb una mostra de tèxtils, dibuixos tècnics detallats, una il·lustració de moda (la figura) i, possiblement, fotografies de les referències. El resultat serà exhibit en els salons de moda de la temporada o venuts directament a les grans marques de roba. Aquests llibres poden anticipar la tendència de moda en dues o tres temporades, és a dir, a la tardor/hivern del 2005, es presenten la tendència dels llibres de primavera/estiu del 2006, ja s'han acabat les de tardor/hivern del 2006/2007 i s'ha iniciat la recerca de la proposta de Primavera/Estiu del 2007.
En un llibre de tendències (trend book) apareixen un recull d'idees, encara no hi ha cap col·lecció creada. El dissenyador l'utilitza per crear la seva pròpia col·lecció, i només agafarà els elements que l'interessi. Com a exemples de dissenyadors de trend book cal destacar Nelly Rodi, Peclers o Promostyl a París, i A+A a Milà.

### Creació
Una vegada que les idees i els temes han estat seleccionats, els dissenyadors han de crear les seves col·leccions amb una temporada d'antelació, o fins i tot dues. Han de seleccionar les idees i els teixits definitius que han decidit promoure, proporcionar impressions o brodat, i detalls dels petits accessoris com poden ser clips o botons. A continuació, han de muntar una col·lecció que inclou els trend books de diferents grups. Per exemple, en un tema sobre la màgia, es duran a terme una dotzena de peces de roba amb la idea de la bruixeria, una altra sobre les fades, una sobre les varetes màgiques, etc. En una col·lecció, en funció de la grandària de la marca, poden haver-hi entre dos i sis grups de treball.
Els dissenyadors han d'assegurar que la col·lecció sigui equilibrada i que els diferents components vagin ben coordinats. Cada model està representat per un dibuix tècnic que mostra clarament tots els detalls, amb una visió del davant i una altra del darrere, i fins i tot més tard es detallen elements més especifiquis. Un cop acabat aquest treball, la presentació es farà en forma de dibuixos tècnics de cadascun d'ells amb una mostra de teixit tèxtil o de les referències pertinents.
El modelista és responsable dels seus dibuixos tècnics per tal de dissenyar un patrocini del vestit. En aquesta etapa es produeixen freqüents viatges entre el modelista i el dissenyador per ajustar la proposta a la realitat del dia a dia. Finalment, el modelista tira endavant i elabora els prototips per veure si allò és el que realment es vol fer. Encara hi ha marge de millora i el procés es completa una vegada s'han incorporat els darrers canvis.

### De la confecció a la comercialització
Una vegada que el patró de cada prototip ha estat produït pel modelista, es passa a la fase d'industrialització, que sovint és més responsabilitat del patrocinador i el gradeur. El patrocinador, a partir del patró amb les principals peces del vestit, s'encarrega de muntar tots els annexos de peces tècnics, com per exemple doblecs, i algunes plantilles de muntatge. El gradeur és el responsable de traduir el model elaborat i adaptar-lo a una talla de referència, un model descrit vàlid per a totes les talles que es voldran produir.
Una vegada que el patró de cada model s'ha industrialitzat, la roba es produeix en major o menor quantitat segons la distribució esperada. Aquesta és la confecció del vestit, que posteriorment és empaquetada i enviada als diferents punts de venda.
Alguns models poden haver estat creats específicament per a una desfilada de moda, per exemple, per a anticipar la col·lecció de la marca. En una col·lecció, aproximadament el 20% dels models no es vendran mai.